# 白臘樹刺皮節蜱
白臘樹刺皮節蜱（学名：Aculops fraxinus）为節蜱科刺皮節蜱屬下的一个种。